# Arteria mesentérica inferior
La arteria mesentérica inferior es la arteria que perfunde la mitad izquierda del colon y el recto. Nace de la cara anterior de la aorta abdominal, ligeramente inclinada hacia la izquierda, a nivel de la tercera vértebra lumbar.

## Ramas
Colaterales:
- Arteria cólica izquierda superior o arteria del ángulo esplénico.
- Arteria cólica inferior izquierda o tronco de las arterias sigmoideas.

Terminales:
- Arteria rectal superior

## Trayecto
En su origen, se encuentra por detrás de la porción horizontal del duodeno(3.ª porción).
Desde aquí desciende hasta la arteria ilíaca común, primero por delante de la aorta y luego a su izquierda, donde es además medial al uréter y a la arteria espermática del lado respectivo. Al llegar a la arteria ilíaca común, la arteria mesentérica inferior la cruza medialmente y continúa descendiendo hasta la tercera vértebra sacra, donde se divide en sus dos ramas terminales.

## Distribución
Se distribuye hacia la parte izquierda del colon transverso, el ángulo colicosplénico, el colon descendente, colon sigmoideo y parte superior del recto pélvico o ampolla rectal.